# Bermudas damlandslag i fotboll
Bermudas damlandslag i fotboll representerar Bermuda i fotboll på damsidan. Dess förbund är Bermuda Football Association (Bermudas fotbollsförbund).